# 倉島庸
倉島 庸（くらしま よう、1970年 - 2024年8月18日）は、日本の外科医、教育者。北海道大学大学院医学研究院クリニカルシミュレーションセンター准教授。専門は上部消化管外科、内視鏡外科、外科教育、シミュレーショントレーニング。日本外科教育学会の創設者および初代会長を務め、外科教育の発展に大きく貢献した。

## 経歴
倉島庸は1970年に生まれ、1997年に秋田大学医学部を卒業後、外科医としてキャリアをスタートさせた。手稲渓仁会病院や北見赤十字病院などで外科診療に携わった後、北海道大学医学部附属病院 第二外科、釧路赤十字病院、帯広厚生病院などで勤務した。
2009年から2012年までカナダのマギル大学に留学し、外科教育やシミュレーショントレーニングの研究に従事。帰国後、北海道大学病院 消化器外科Ⅱの助教を経て、2016年に北海道大学大学院医学研究院 クリニカルシミュレーションセンターの准教授に就任した。
2024年8月18日、趣味として豊富な経験があったカヌーによる標津町の忠類川での川下り中に事故に遭い、54歳で死去した。

## 業績
倉島は日本外科教育学会の創設者であり、初代会長を務めた。同学会は外科教育の発展を目的とし、毎年開催される学術集会「Surgical Education Summit（SES）」やワークショップを通じて、外科医の教育やトレーニングの質向上に努めている。
また、外科教育におけるエビデンスに基づいた教育法の開発や、シミュレーショントレーニングの普及に尽力した。米国外科学会（FACS）の正会員であり、米国外科教育学会の国際化委員も務めた。
倉島の専門分野である上部消化管外科や内視鏡外科では、最新技術を駆使した手術や教育活動を通じ、多くの後進を育成した。

## 日帰り手術における外科医教育への貢献
倉島は、東京外科クリニックの外科医教育プログラムの策定に深く関与した。同クリニックでは、日帰りの腹腔鏡下鼠径ヘルニア修復術の安全性担保のため、外科医の技術評価と教育に力を入れている。
倉島は、以下の取り組みを通じて外科教育の専門性を発揮した：
- 医師の評価方法の設計：技術評価基準を明確化し、医師のスキルを適切に測定するシステムを導入。
- 院内資格制度の構築：技術水準を担保するための資格制度を構築し、院内でのトレーニングプロセスを整備。
- 評価法の共有化：他の医療機関とも連携し、評価手法や教育内容の標準化に貢献。

これらの活動により、倉島は東京外科クリニックの医療水準を向上させ、外科医の技術向上に寄与した。

## 資格および所属学会
- 日本外科学会専門医・指導医
- 日本消化器外科学会専門医・指導医
- 日本消化器病学会専門医
- 日本内視鏡外科学会評議員・技術認定医（消化器・一般：胃）
- 日本食道学会食道科認定医
- 米国外科学会（FACS）正会員

## 人物
倉島は外科医療と教育の両面で高い専門性と指導力を発揮し、外科教育の国際的な発展にも寄与した。その突然の死は、医療界にとって大きな損失であるとされている。